# Conselve
Conselve es una localidad y comune italiana de la provincia de Padua, región de Véneto, con 10486 habitantes.

## Referencias

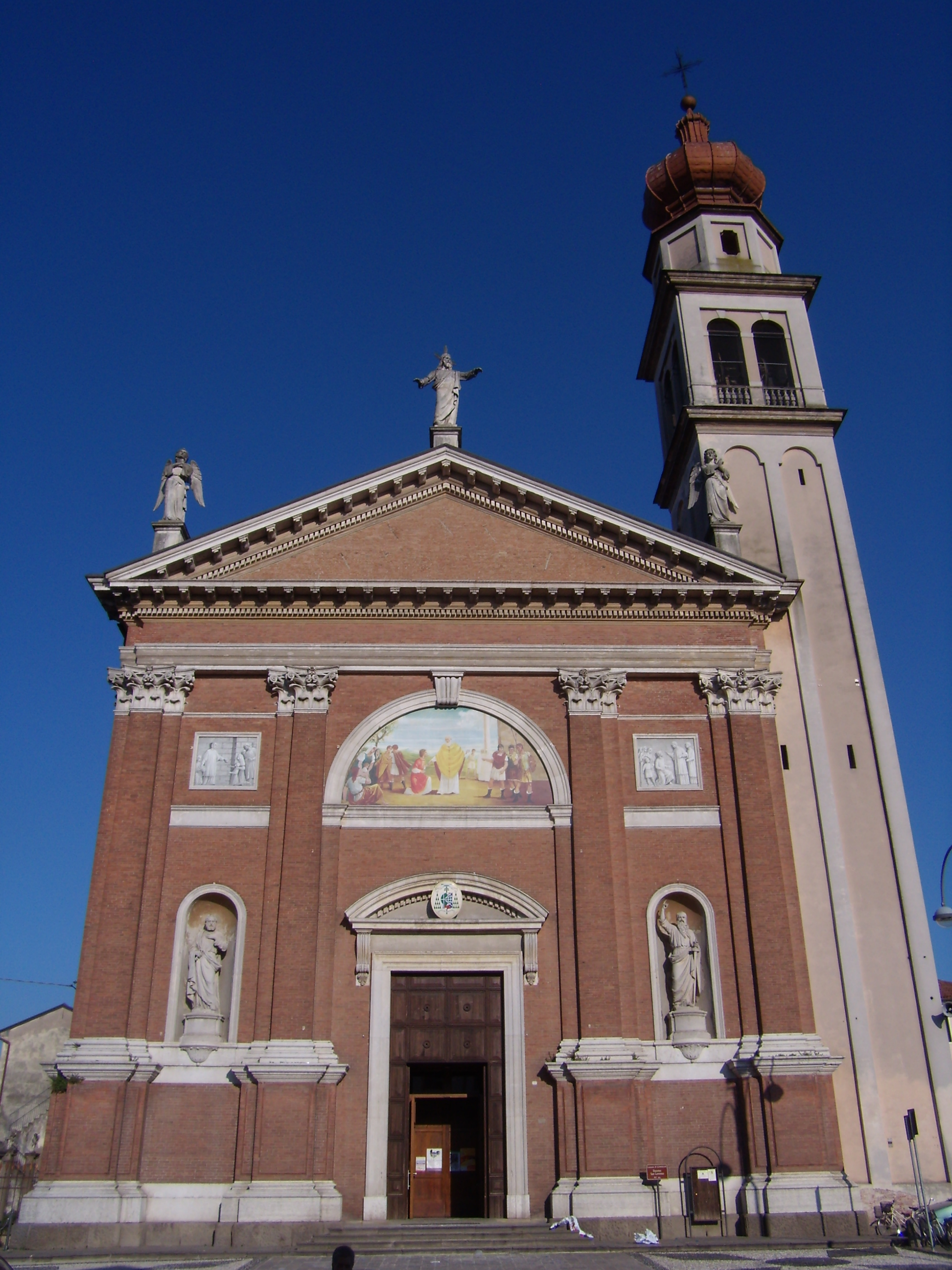
catedral de San Lorenzo

## Evolución demográfica
| Gráfica de evolución demográfica de Conselve entre 1861 y 2001 |
|                                                                |
| Fuente ISTAT - elaboración gráfica de Wikipedia                |